# Toya demophoon
Toya demophoon är en insektsart som beskrevs av Ronald Gordon Fennah 1963. Toya demophoon ingår i släktet Toya och familjen sporrstritar. Inga underarter finns listade i Catalogue of Life.